# Harissa (Würzmittel)

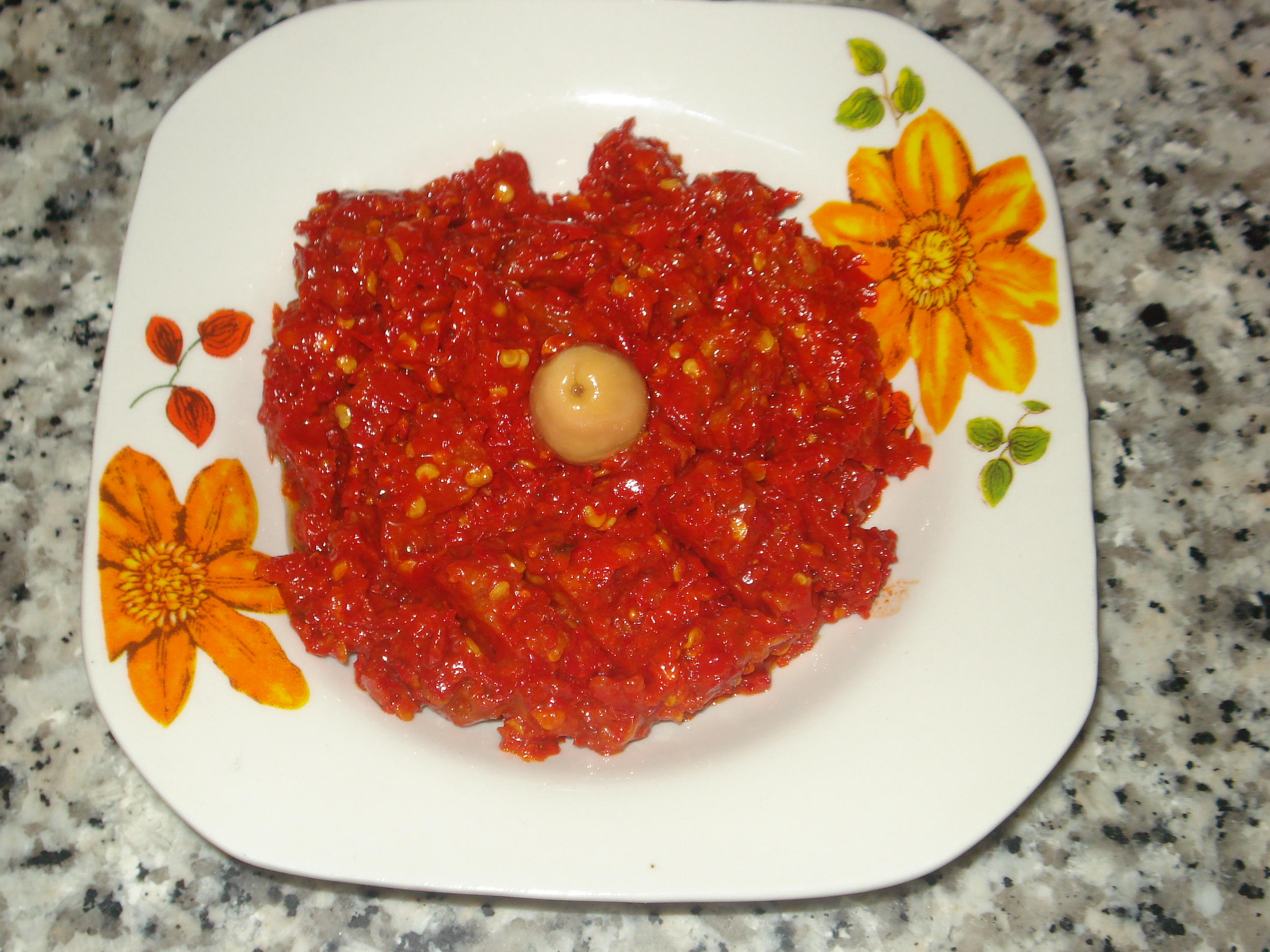
Harissa mit einer Olive

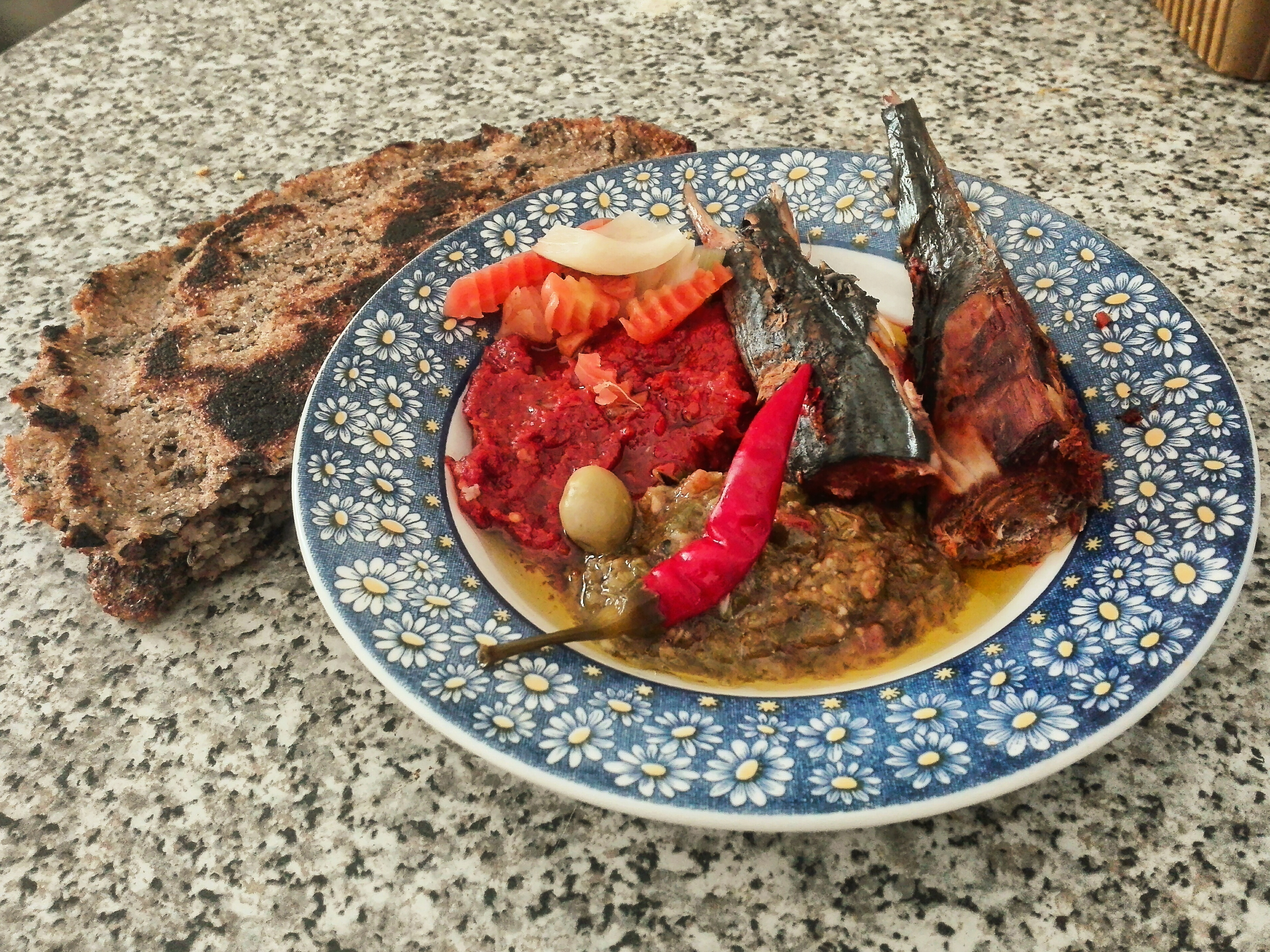
Thunfisch mit Harissa

Harissa (arabisch هريسة, DMG Harīsa oder im Tunesisch-Arabischen Dialekt: L’Hrisa/L’Hrisa l’ëarbiy) ist eine aus Tunesien stammende scharfe Gewürzpaste aus frischen Chilis, Kreuzkümmel, Koriandersamen, Knoblauch, Salz und Olivenöl. Heute ist Harissa in der gesamten nordafrikanischen Küche (in Marokko als Sahka) bekannt, aber auch in vorderasiatischen Ländern und Europa. Es gibt verschiedene Rezeptvarianten in den einzelnen Ländern. Obwohl tunesische Harissa oft mit Chilis produziert wird, die relativ mild sind und 40.000–50.000 auf der Scoville-Skala zählen, ist die tunesische Version die schärfste, da sie den größten Chilianteil hat.
Zur Herstellung von Harissa werden Chilis, Knoblauch und Gewürze in einem Mörser oder mit einem Pürierstab oder Standmixer fein zerkleinert und in der Regel mit Olivenöl zu einer Paste verarbeitet. Teilweise werden auch Essig, Minze, Koriander, Zitronensaft oder Oliven hinzugefügt. Industriell hergestelltes Harissa ist im Handel in kleinen Dosen, Tuben oder Gläsern (teilweise auch in Pulverform) erhältlich.
Es wird vielseitig als Würze zum Beispiel für Merguez, in Suppen und Saucen sowie zu Teigwaren und Reisgerichten verwendet. In Tunesien dient Harissa als Würzmittel für nahezu alle Gerichte und wird als Brotaufstrich zum Frühstück gegessen. In Vorderasien wird Harissa zu Mezze und Couscous gereicht.
Chilis wurden vermutlich von den Spaniern in Nordafrika eingeführt, die von 1535 bis 1574 einen Teil Tunesiens besetzt hielten, ehe Tunesien von den Osmanen erobert wurde.
Tunesien ist der größte Exporteur industriell hergestellter Harissa. Im Jahr 2006 betrug die tunesische Produktion von Harissa 22.000 Tonnen (gleichzeitig wurden etwa 40.000 Tonnen Paprika produziert). Ein weiterer bedeutender Produzent ist Algeriens Annaba-Provinz, wo auch ein bedeutender Konsum stattfindet. 2022 wurde Harissa für Tunesien in die UNESCO-Liste des immateriellen Kulturerbes der Menschheit aufgenommen.